# Szent Maruthas
Szent Maruthas († 422) orvos, Szóphéné és Tagrith püspöke.
299-ben Arcadius császár követként küldte I. Jazdagird szászánida király udvarába, annak koronázására. Nagyon jó kapcsolatot épített ki a királlyal, s ez valószínűleg hozzájárult ahhoz, hogy a király egyre türelmesebben viselkedett a keresztényekkel. A legenda szerint Jazdagird egyik lányából ördögöt űzött.
Részt vett a Szeleukia-Ktésziphóni zsinaton. 410-ben bazilikát építtetett a II. Sápur szászánida király által kivégeztetett vértanúk emlékére, s azok csontjait Perzsiából a városba hozatta. Ekkor változtatták a város nevét is Martyropoliszra.  
Maruthasz számos művet alkotott szír nyelven: köztük van egy himnuszgyűjtemény, a Perzsa mártírok története, és a Niceai Zsinat története is. Megmaradt egy, az eretnekekről szóló írása, egy misekánon részletei, és egy prédikációja is.
Ünnepe február 18-án van.

## Fordítás
Ez a szócikk részben vagy egészben  a   Maruthas című német Wikipédia-szócikk ezen változatának fordításán alapul.  Az eredeti cikk szerkesztőit annak laptörténete sorolja fel. Ez a jelzés csupán a megfogalmazás eredetét és a szerzői jogokat jelzi, nem szolgál a cikkben szereplő információk forrásmegjelöléseként.